# Дейвид Маклеланд
Дейвид Маклеланд (на английски: David C. McClelland) е американски психологически теоретик, известен с работата си върху мотивацията за постижение и съзнание. От 50-те до 70-те години публикува редици трудове и има участие в създаването на оценителна система за Тематично-аперцептивния тест.

## Биография
Роден е на 20 май 1917 година в Маунт Върнън в щата Ню Йорк. Става бакалавър на изкуствата в Уеслианския университет през 1938 г. и магистър по хуманитарни науки в Университета в Мисури на следващата година. Получава докторската си степен от Йейлския университет и учи в Колежа на Кънектикът и Уеслианския университет преди да се присъедини през 1956 г. към Харвардския университет. Там работи 30 години като председател на Департамента по социални връзки. Мести се в Бостънския университет през 1987 г. Там е награден от Американската психологична асоциация за забележителни научни приноси.
Умира на 27 март 1998 година в Лексингтън на 80-годишна възраст.